# Comté de Chippewa (Minnesota)
Pour les articles homonymes, voir Comté de Chippewa.
Le comté de Chippewa est un comté de l'État du Minnesota aux États-Unis. Il comptait 12 598 habitants en 2020. Son siège est Montevideo.